# Chrysostome Ier d'Athènes
Pour les articles homonymes, voir Chrysostome.
 (décembre 2023).
Si vous disposez d'ouvrages ou d'articles de référence ou si vous connaissez des sites web de qualité traitant du thème abordé ici, merci de compléter l'article en donnant les références utiles à sa vérifiabilité et en les liant à la section « Notes et références ».
Chrysostome Ier (en grec moderne : Χρυσόστομος Α΄, né Chrysostomos Papadopoulos en 1868 à Madytos, auj. Eceabat, dans l'Empire ottoman, et mort le 22 octobre 1938 à Athènes) est le métropolite d'Athènes du 8 mars au 31 décembre 1923, date à laquelle il devient le premier Archevêque d'Athènes et de toute la Grèce jusqu'à sa mort le 22 octobre 1938.
En 1926, il est choisi pour figurer parmi les membres fondateurs de l'Académie d'Athènes.